# Potatiskanon

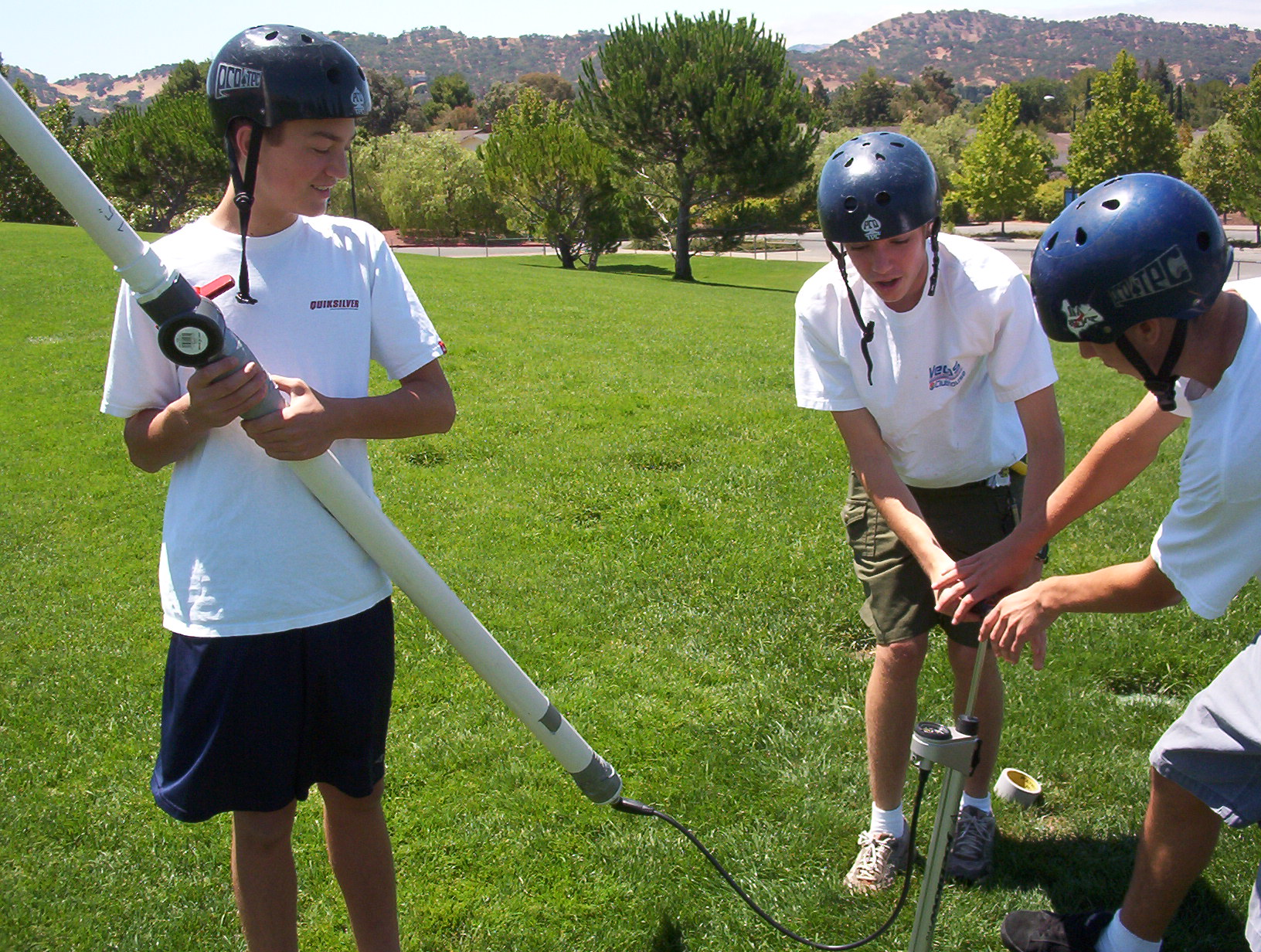
Tryckluftsdriven potatiskanon

Potatiskanon, även kallad äppelkanon, är en hemmabyggd kanon som drivs av någon explosiv gas, till exempel hårspray, tändargas, spraydeodorant eller startgas. Kanonen byggs typiskt av ett tjockt plaströr med en förslutningsbar kammare i ena änden där gasen sprutas in och antänds. Även tryckluft kan användas för att driva projektilen, som inte sällan är en potatis som är skuren för att passa perfekt i röret. Även äpplen, apelsiner eller annat som kan passa i röret används som ammunition.
Byggandet av potatiskanoner praktiseras ibland som en form av hobby, och tävlingar förekommer där avstånd och kraft jämförs. Potatiskanoner kan dock vara förhållandevis kraftfulla, och faller därmed i Sverige under vapenlagen. Att bygga eller inneha en sådan har lett till åtal, och kan ge böter eller fängelse.